# Adelpha nea
Espèce
Adelpha nea  est une espèce de papillons de la famille des Nymphalidae, sous famille des Limenitidinae et du genre Adelpha.

## Dénomination
Adelpha nea a été décrit par William Chapman Hewitson en 1847 sous le nom Heterochroa nea.

### Sous-espèces
- Adelpha nea nea
- Adelpha nea sentia Godman & Salvin, [1884][1].

### Noms vernaculaires
Adelpha nea nea se nomme en anglais Nea Sister et Adelpha nea sentia Santia Sister.

## Description
Adelpha nea est un papillon à bord externe des ailes antérieures concave. Le dessus est marron roux avec aux ailes antérieures une tache jaune à l'apex et une bande soit jaune soit blanche allant jusqu'au bord interne alors qu'aux ailes postérieures la bande qui va du milieu du bord costal au bord interne près de l'angle anal est blanche.
Le revers est plus clair, blanc avec des veines, des bandes et des damiers marron roux.

## Biologie

### Plantes hôtes
Les plantes hôtes de sa chenille sont des Miconia.

## Écologie et distribution
Adelpha nea est présent au Mexique, en Amérique Centrale du Costa Rica au Venezuela, en Colombie, en Guyane, en Guyana, Brésil et au Pérou,. 

### Protection
Pas de statut de protection particulier.